# Uromunna biloba
Uromunna biloba är en kräftdjursart som beskrevs av Brian Frederick Kensley 2003. Uromunna biloba ingår i släktet Uromunna och familjen Munnidae. Inga underarter finns listade i Catalogue of Life.